# Vũ Xuân Bình
Vũ Xuân Bình (sinh 1956) là một sĩ quan cấp cao trong Quân đội nhân dân Việt Nam, hàm Thiếu tướng, nguyên Phó Chủ nhiệm Tổng cục Kỹ thuật (2008-2016).

## Thân thế sự nghiệp
Ông sinh ngày 14 tháng 04 năm 1956 tại Chí Tiên, Thanh Ba, Phú Thọ
Ông nhập ngũ tháng 12 năm 1973 và từng là cựu học viên chuyên ngành Kỹ sư Chế tạo máy của Học viện Kỹ thuật Quân sự
Tháng 7 năm 2004, ông được bổ nhiệm giữ chức Phó Chủ nhiệm Kỹ thuật Quân chủng Phòng không-Không quân
Tháng 6 năm 2007, ông được bổ nhiệm giữ chức Chủ nhiệm Kỹ thuật Quân chủng Phòng không-Không quân
Tháng 8 năm 2008, ông được bổ nhiệm giữ chức Phó Chủ nhiệm Tổng cục Kỹ thuật, Ủy viên Thường vụ Đảng ủy Tổng cục.
Năm 2016, ông nghỉ chờ hưu
Thiếu tướng (8.2009)